# Южный Дырындинский хребет
Южный Дырындинский хребет — горный хребет в Забайкальском крае и Амурской области России. Протягивается в северо-восточном направлении, от левобережья реки Мокла до места слияния Олёкмы и Дырын-Юряха.
Протяжённость хребта составляет 120 км, ширина — до 60 км. Максимальная высота — 1694 м (на границе Забайкальского края и Амурской области). Хребет сложен в основном породами докембрийских формаций. В рельефе преобладают среднегорья с более крутыми склонами в речных долинах. На склонах широко распространены курумы. В вершинной части сохранились фрагменты исходной поверхности выравнивания с останцами. Основные типы ландшафта — горная тайга, предгольцовое редколесье и гольцы с каменными россыпями и стланиками.

## Топографические карты
- Лист карты O-51-XXXII. Масштаб: 1 : 200 000. Состояние местности на 1986—1989 год. Издание 1994 г.
- Лист карты O-51-XXXI. Масштаб: 1 : 200 000. Указать дату выпуска/состояния местности.
- Лист карты N-51-I. Масштаб: 1 : 200 000. Указать дату выпуска/состояния местности.
- Лист карты N-51-II. Масштаб: 1 : 200 000. Указать дату выпуска/состояния местности.